# اتره
اتره (به فرانسوی: Étrez) یک کمون در فرانسه است که در Canton of Montrevel-en-Bresse واقع شده‌است.

## خصوصیات
اتره ۱۲٫۱۵ کیلومترمربع مساحت و ۷۸۶ نفر جمعیت دارد.